# 部隊鍋
部隊鍋（韓語：부대찌개）又稱部隊火鍋，是類似西式雜鍋的韓國濃湯火鍋。源於1950年代韓戰過後的議政府市，當時該處設置了許多駐韓美軍設施以保護不遠的首爾。由於戰爭導致民間物資短缺，美軍基地附近的居民撿拾美軍遺棄的香腸、罐裝火腿及午餐肉、起司等食材，搭配辛辣的苦椒醬作底，煮成一锅汤，以解決飢餓之苦。時至今日，部隊鍋在南韓仍很受歡迎，並加入很多現代食材（如即食麵）一起食用。部隊鍋的其他材料還有泡菜、洋蔥、青蔥、焗豆、培根、起士片、泡麵、打糕等。
在韩国其他离美军基地较近的地区，如平泽、群山等地，亦有部队锅出现，且各有特色。
部隊鍋的別稱詹森湯（존슨탕），是把美國參議員、後來任美國總統的林登·詹森（Lyndon Baines Johnson）的姓氏和韓語的「湯」（탕）組合而成。

## 傳播
2013年3月20日，大韩民国驻华大使馆在新浪微博以“舌尖上的韩国”的名义介绍部队锅，引起网民热烈讨论。
部隊鍋2017年開始出現在北韓的餐館裏，但從2024年起，北韓政府下令禁止部隊鍋及辣炒年糕的販售。

## 營養價值
由於部隊鍋大部分材料都是澱粉類、加入防腐劑、高鈉的加工食品，例如油炸的即食麵、脂肪比例分別達40的香腸和午餐肉，又因蔬菜少而缺乏食物纖維，長期食用容易造成水腫、高血壓，還可能引發心臟病及腎臟問題，長遠也會令身體內的維他命B和維他命C流失，加工肉品內含的化學物更會增加患上大腸癌的風險，因此少吃為妙。